# Women's Wear Daily
Women's Wear Daily, souvent cité de ses initiales WWD, est un quotidien de mode féminin et une revue professionnelle fondé aux États-Unis en 1910 par Edmund Wade Fairchild. C'est au départ un supplément au Daily Trade Record. 
Cette revue professionnelle est connue pour être la « bible,,,, » du secteur de la mode.